# Interocrea nigrofasciata
Interocrea nigrofasciata is een halfvleugelig insect uit de familie Aphrophoridae. De wetenschappelijke naam van deze soort is voor het eerst geldig gepubliceerd in 1906 door Kirkaldy.